# Bästa Fyran
Bästa Tvåan, Trean och Fyran är en årlig simtävling för alla elever som går i årskurs två, tre och fyra i skolor i Sverige. Målsättningen med tävlingen är att simkunnigheten bland Sveriges barn ska växa samt att intresset för simning ska öka. Bästa Tvåan, Trean och Fyran arrangeras av Svenska Simförbundets föreningar. 
Tävlingen består av fyra deltagare från varje klass, minst en kille eller tjej per lag samt en vuxen ledare som ska vara närvarande under tävlingarna. Alla deltagare i ett lag ska gå i samma klass, för att sedan i en stafett simma 25 m valfritt simsätt. Alla elever som varit med och deltagit i tävlingen får ett deltagardiplom, medan de klasser som placerade sig på 1:a, 2:a och en 3:e plats får medaljer.